# Alemão (cầu thủ bóng đá, sinh 1986)
Rafael Berger (sinh ngày 14 tháng 7 năm 1986), thường được biết với tên Alemão, là một cầu thủ bóng đá Brasil thi đấu ở vị trí trung vệ cho Vila Nova.

## Sự nghiệp câu lạc bộ
Alemão nằm trong đội hình của Al-Faisaly FC.
Bàn thắng duy nhất chi câu lạc bộ Ả Rập Xê Út nằm trong trận đấu cúp với đối thủ là Al-Ahli.

## Danh hiệu
Ituano
- Campeonato Paulista: 2015

Santa Cruz
- Campeonato Brasileiro Série B: 2015
- Copa do Nordeste: 2016
- Campeonato Pernambucano: 2015, 2016

## Đời sống cá nhân
Rafael kết hôn với Syusk Amorim Berger và có một người con trai, Rafael Júnior.